# 1904 год в кино

## Фильмы

### Мировое кино
- «Бывший каторжник» / The Ex-Convict, США (реж. Эдвин Стэнтон Портер)
- «Волшебный фонарь» / La lanterne magicue, Франция (реж. Жорж Мельес)
- «История одной любви» / Roman d’amour, Франция (реж. Люсьен Нонге и Фернан Зекка)
- «Путешествие через невозможное (Невероятное путешествие)» / Le voyage à travers l’impossible, Франция (реж. Жорж Мельес)
- «Рейс Париж — Монте-Карло» / Le raid Paris-Monte Carlo en deux heures, Франция (реж. Жорж Мельес)
- «Свидание по объявлению» / , Франция (реж. Жорж Мельес)
- «Фауст и Маргарита» / Faust et Marguerite, Франция (реж. Жорж Мельес)
- «Мститель, или Прогоревшая ставка» /Avenging a Crime; or, Burned at the Stake, США

## Знаменательные события

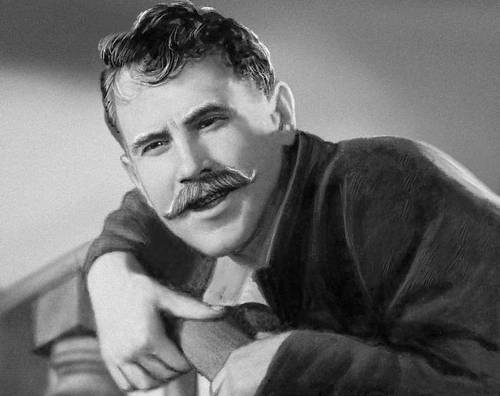
Борис Бабочкин в фильме «Чапаев» (1934)

- Стольберг, Карл открыл первый в Финляндии кинотеатр.

## Персоналии

### Родились
- 18 января — Борис Бабочкин, советский актёр театра и кино, режиссёр, Народный артист СССР (умер в 1975 году).
- 25 февраля — Жан Джорджеску, румынский режиссёр, сценарист и актёр (умер в 1994 году).
- 8 мая — Борис Ливанов, советский актёр и режиссёр (умер в 1972 году).
- 6 июня — Татьяна Пельтцер, советская актриса (умерла в 1992 году).
- 8 июля — Владимир Белокуров, советский актёр театра и кино, Народный артист СССР (умер в 1973 году).
- 4 сентября — Павел Массальский, советский актёр театра и кино, Народный артист СССР (умер в 1979 году).